# Winfall
Winfall é uma cidade  localizada no estado norte-americano de Carolina do Norte, no Condado de Perquimans.

## Demografia
Segundo o censo norte-americano de 2000, a sua população era de 554 habitantes.
Em 2006, foi estimada uma população de 574, um aumento de 20 (3.6%).

## Geografia
De acordo com o United States Census Bureau tem uma área de
5,5 km², dos quais 5,5 km² cobertos por terra e 0,0 km² cobertos por água.

## Localidades na vizinhança
O diagrama seguinte representa as localidades num raio de 32 km ao redor de Winfall.